# Intragna (Suíça)
Intragna foi uma comuna da Suíça, no Cantão Tessino, com cerca de 885 habitantes. Estendia-se por uma área de 24,1 km², de densidade populacional de 37 hab/km². Confinava com as seguintes comunas: Ascona, Borgnone, Brissago, Cavigliano, Isorno, Losone, Mosogno, Palagnedra.
A língua oficial nesta comuna era o italiano.

## História
Em 25 de outubro de 2009, passou a formar parte da nova comuna de Centovalli.